# مرصد أدولفسون
مرصد أدولفسون  ، هو مرصد فلكي يقع فوق مركز العلوم والأعمال في مونماوث في ولاية إلينوي الولايات المتحدة الأمريكية في حرم كلية مونماوث  بني المرصد في عام 2013. أكبر تلسكوب في المرصد هو المقراب العاكس تروبيك (20 بوصة)  يستخدم المرصد في تعليم الطلاب الجامعيون، وأبحاث المرحلة الجامعية الأولى بما في ذلك تتبع واكتشاف الأجسام القريبة من الأرض، ومشاركة العامة في العلم والتكنولوجيا.

## تاريخ
أنشئ المرصد في عام 2013 بمحنة مقدمة من ديفيد أدولفسون، وهو مدير تنفيذي متقاعد، وزوجته بريسيلا تروبيك أدولفسون، وكلاهما خريجو كلية مونموث. يوفر المرصد أماكن إقامة محسنة للمراقبة الفلكية للطلاب وأعضاء هيئة التدريس في كلية مونموث من قبة الطابق الرابع فوق مركز العلوم والأعمال.